# 64式81公厘迫擊炮
64式81公厘迫擊炮（日文：ろくよんしき81ミリはくげきほう）是日本陸上自衛隊使用的迫擊炮，為美國M29式81公厘迫擊炮的同型授權品，由豐和工業量產的日規版。豐和工業則在1952年即得到美國委製M29迫擊炮，在製造經驗上早已嫻熟。
64式在1964年制式化撥交自衛隊，取代美國軍援的M1式81公厘迫擊炮，編制在步兵營下的迫砲連，為營級直轄的曲射支援兵器，運用的彈藥也承襲M1迫砲彈種。在1990年代後由1994年授權量產的L16式81公厘迫擊炮取代，目前已全數退役。

## 註解
1. ↑  防衛庁. . 1960年11月21日  [2015-12-22]. （原始内容存档于2003-05-07）.
2. ↑  豐和工業. .   [2021-08-27]. （原始内容存档于2021-01-25）.